# Otto Jäger (Pädagoge)

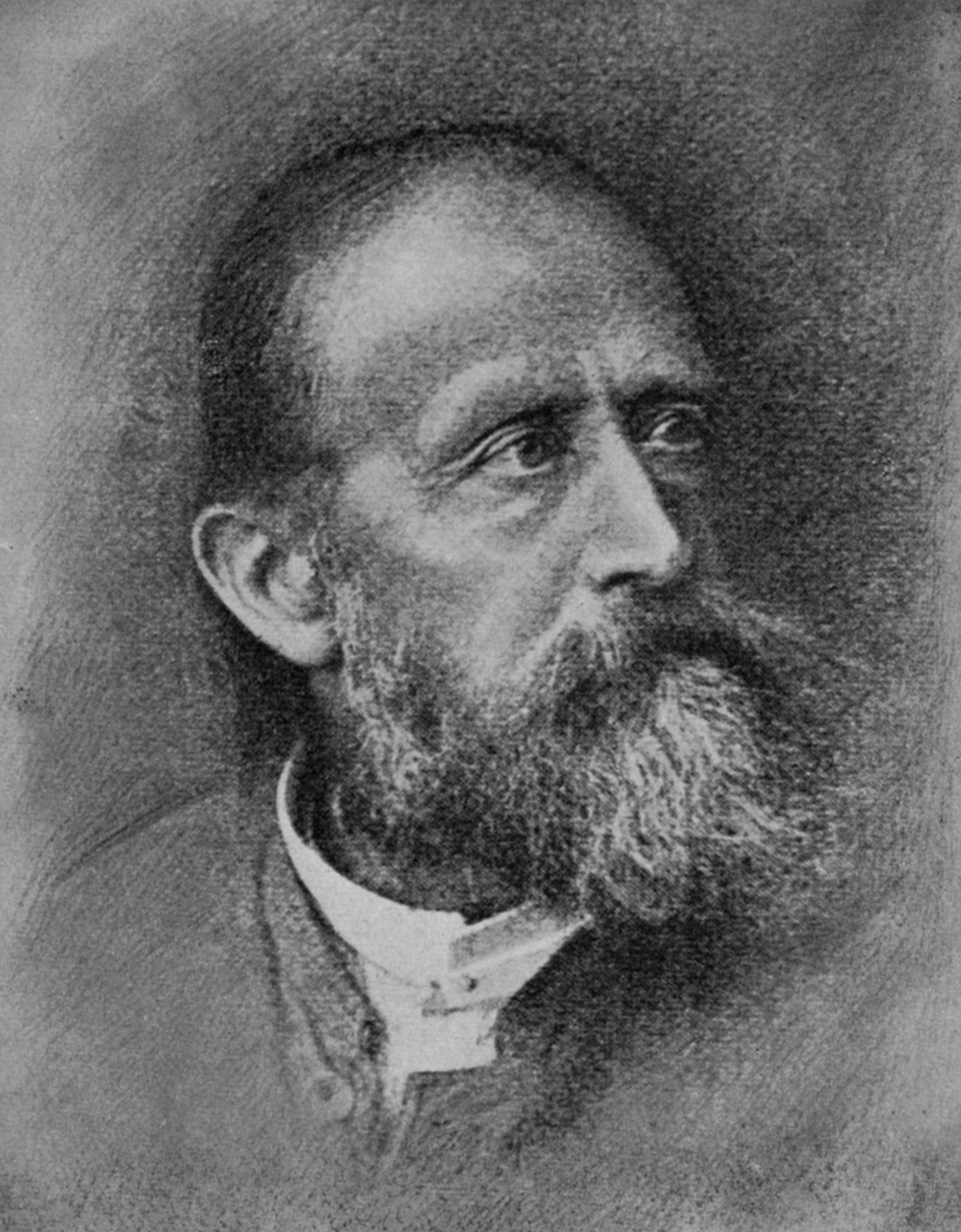
Otto Heinrich Jäger

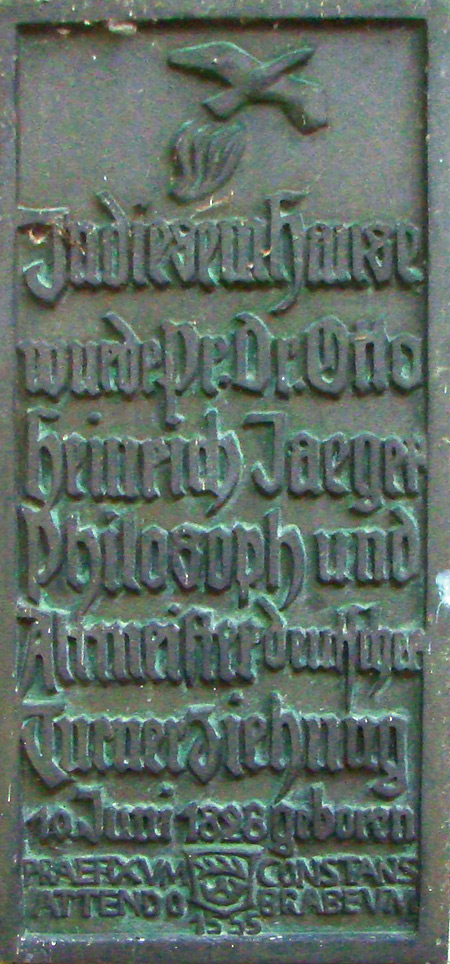
Gedenktafel an Otto Jägers Geburtshaus, dem Pfarrhaus in Bürg

Otto Jäger, auch Otto Heinrich Jaeger (* 10. Juni 1828 in Bürg; † 17. August 1912 in Kirchberg an der Jagst), war ein deutscher Pädagoge und Philosoph. 

## Leben
Otto Jäger, Bruder von Gustav, Sohn des als Heimatkundlers bekannten Pfarrers Karl Friedrich Jaeger, studierte Philosophie, Philologie und Geschichtswissenschaft an der Uni Tübingen und erlangte dort einen Preis mit der Schrift Die Gymnastik der Hellenen. 1854 wurde er auf Hermann Köchlys Ruf Turnlehrer an der Kantonsschule in Zürich und 1856 auch Professor der Philosophie und Pädagogik an der Universität Zürich. Sein Hauptwerk bildete eine rund 700 Seiten umfassende Freiheitslehre (1859).
Ab 1862 war er Leiter der Turnlehrerbildungsanstalt in Stuttgart. Als solcher vertrat er eine in Württemberg zur Einführung gelangte eigenartige Betriebsweise des Schulturnens, mit der er dieses noch unmittelbarer in den Dienst der „Erziehung zur Wehrhaftigkeit“ zu stellen suchte. Ihre Besonderheit bestand in der fast ausschließlichen Pflege der ohne Gerät oder nur mit dem von Jäger eingeführten Eisenstab auszuführenden Ordnungs- und Freiübungen; er bekämpfte vehement das damals übliche Gerätturnen des „Turnvaters“ Friedrich Ludwig Jahn.
Auch in seinen übrigen kleineren, durch eigenwillige Sprache immer schwerer verständlichen Schriften trat er für eine naturgemäße, abhärtende Erziehung, für „Steharbeit“ und „Gangerholung“ ein.

## Werke
- Die Gymnastik der Hellenen. Weychardt, Eßlingen 1850; Neue Bearbeitung: Heitz, Stuttgart 1881
- Die Freiheitslehre als System der Philosophie. Orell Füssli, Zürich 1859
- Turnschule für die deutsche Jugend, Leipzig 1864
- Neue Turnschule. Bonz, Stuttgart 1876
- Die Steharbeit. Nationalerziehungsfrage in 70 Sätzen aus dem Leben. Henninger, Heilbronn 1879
- Herkules am Scheidewege, 1880
- Der Anti-Rembrandt. Bismarck als Erzieher. Schwalbe, Gotha 1891